# Der Junge, der Ripley folgte
Der Junge, der Ripley folgte (OT: The Boy Who Followed Ripley) ist ein Kriminalroman der US-amerikanischen Autorin Patricia Highsmith aus dem Jahr 1980. Er ist der vorletzte Teil der fünfteiligen Ripliade um den Protagonisten Tom Ripley, die mit dem Buch Der talentierte Mr. Ripley (1955) ihren Anfang nahm. Die deutsche Übersetzung erschien im selben Jahr im Schweizer Diogenes Verlag.

## Handlung
Tom Ripley lebt noch immer – wie schon in Ripley Under Ground – in dem französischen Dorf Villeperce-sur-Seine nahe Paris. Er ist mit der reichen Erbin Héloise Plisson verheiratet und verbringt seine Tage mit Malen, Gartenarbeit, Cembalounterricht und Müßiggang auf dem prachtvollen Landsitz Belle Ombre.
In seinem Stammcafé lernt er eines Tages einen 16-jährigen amerikanischen Teenager kennen, der sich als „Billy“ ausgibt und behauptet, den Sommer in Europa als Gärtner zu verbringen. Tom lädt den Jungen zum Essen ein, hat jedoch seine Zweifel, was die wahre Identität des Jungen anbelangt. Tatsächlich gesteht ihm dieser rasch, dass er, Frank, der Sohn des millionenschweren Lebensmittelgroßhändlers John Pierson sen. sei, der vor wenigen Wochen mit seinem Rollstuhl tödlich verunglückte. Die Familie Pierson sucht bereits via Zeitung und Privatdetektiv nach dem verschwundenen Frank.
Als Tom den Jungen abends vor dessen Untermietzimmer absetzt und die Hauswirtin berichtet, dass fremde Leute nach Frank gefragt hätten, hegt Tom den Verdacht, dass der Milliardärssohn bereits von internationalen Kidnappern observiert wird, die Lösegeld erpressen wollen, und quartiert ihn im Handumdrehen bei sich zu Hause ein.
Die beiden freunden sich an und mit tränenfeuchten Augen gesteht Frank Tom nach wenigen Tagen, dass er seinen Vater absichtlich die Klippen vor dem Sommerhaus der Familie in Maine hinuntergestoßen habe. Tom Ripley erkennt sich in dem Jungen selbst wieder und erinnert sich an seinen ersten Mord an Dickie Greenleaf. Er beschließt ihm zu helfen und besorgt ihm einen falschen Pass auf den Namen Benjamin Andrews. Da er befürchtet, dass Frank in Europa von Lösegeldgangstern gejagt werden könnte, möchte er, dass der Junge schnell in die USA zurückkehrt, zumal er dort nicht offiziell des Mordes an seinem Vater verdächtigt wird. Er verspricht ihm einen Ausflug nach West-Berlin; von Deutschland aus soll Frank dann nach Hause fliegen. Die beiden verleben schöne Tage in Berlin.
Als sie einen Tag vor Franks Abreise nach New York am Trümmerberg im Grunewald spazieren gehen, wird Frank von einigen Männern in einem dunkelblauen Audi entführt. Tom muss dem hilflos zuschauen, doch er wendet sich sogleich an einen Berliner Bekannten seines Hamburger Freundes Reeves Minot, Eric Lanz, den er kürzlich eine Nacht lang in Belle Ombre beherbergt hatte. Gemeinsam mit Eric und dessen Fahrer und Bodyguard Peter, einem geflohenen Ost-Berliner, will er Frank aus den Klauen der Entführer befreien. Ripley nimmt Kontakt mit der Familie Pierson und ihrem Privatdetektiv in Paris auf. Er hebt das Lösegeld ab, das die Piersons nach Berlin schicken, und begibt sich mit Eric und Peter zur Geldübergabe. Die Entführer verhalten sich amateurhaft. Tom tötet einen der Kidnapper, und die Übergabe scheitert. In der Schwulenbar Hump soll es zu einem erneuten Treffen kommen. Ein weiterer Freund Erics, Max, verschafft Tom Frauenkleider, und dieser schleicht sich als Transvestit verkleidet in die Bar und schafft es, die Kidnapper zu identifizieren. Er folgt ihnen, als diese erneut ohne Geld abziehen. Er kann den unverletzten Frank aus einer Wohnung befreien und reist gemeinsam mit dem Jungen über Hamburg, Paris – wo es zum Zusammentreffen der Familie kommt – und Belle Ombre zurück nach Amerika. Tom wird von den Piersons als Retter gefeiert und verbringt einige Tage in Kennebunkport (Maine) im Sommerhaus der Piersons. Doch Frank ist schwermütig und stürzt sich schließlich an derselben Stelle, wo er seinen Vater umgebracht hatte, selbst in den Tod. Tom nimmt der Zwischenfall mehr mit, als er je gedacht hätte. Er kehrt nach Villeperce zurück und behält als Andenken an den Jungen einen Teddybären, den Frank in Berlin auf einem Jahrmarkt gewonnen hatte.

## Hintergrund
Patricia Highsmith machte sich im September 1976 erste Notizen zu einem neuen Ripley-Band: Tom Ripley bekämpft in einer der ersten entworfenen Szenen Holzameisen in seinem Haus und begegnet im Dorf einem Jungen, der angeblich seinen Großonkel getötet haben soll. Mit der Schädlingsbekämpfung ließ Highsmith schließlich die Endfassung des Buches beginnen und enden, und aus dem Mord am Großonkel wurde ein Jahr später der Mord an Franks Vater.
Die bisexuelle Highsmith spielt in diesem Ripley-Band mit vielen Elementen der Homosexualität: So wird Ripleys Frau Héloise argwöhnisch, als der ältere Tom viel Zeit mit dem halbwüchsigen Frank allein verbringt. Frank schläft in Toms Bett, schenkt seinem Retter einen roten Seidenbademantel.
Schauplatz der Handlung ist im letzten Drittel des Romans die Berliner Schwulenszene inklusive Transvestitenbars. Außerdem scheinen Eric, Peter, Max und Rollo aus einem „homoerotischen Schattenmilieu“ zu stammen.
Die Autorin setzte diese Doppeldeutigkeiten bewusst ein. In einem Interview im Jahre 1988 meinte Highsmith allerdings, dass sie Ripley nicht für schwul halte: Er bewundere andere Männer zwar auch körperlich, sei aber verheiratet und an Sex nicht sonderlich interessiert.
Die fiktive Ortschaft Villeperce-sur-Seine ist unweit der Stadt Fontainebleau angesiedelt, in deren näherer Umgebung Highsmith von 1967 bis 1981 wohnte. Das Anwesen von Tom Ripley trägt den Namen „Belle Ombre“ (dt. „Schöner Schatten“); dieser diente später als Titel einer Biografie über die Autorin.

## Rezeption
„„Der Junge, der Ripley folgte“ verbindet auf äußert subtile und aufregende Weise die Ripley- und die Nicht-Ripley-Bücher. Es ist ein Werk von beängstigender Klarsicht und großer Tiefe, das sich aber nie als solches gebärdet. Wie Graham Greene weiß auch Patricia Highsmith, dass sie nicht zu gestikulieren braucht. Der Junge, der Ripley folgte ist die große Leistung einer Autorin von unerschöpflicher Faszination.“

„Natürlich wird das Buch, die Highsmith-Handschrift ist ja klar erkennbar, überall als Kostbarkeit durchgehen. […] Trotzdem glaube ich, daß Patricia Highsmith einige Gesetze ihres Kunsthandwerks mit Füßen tritt. Den Zulauf, den sie hat, verdankt sie ja doch mit oder sogar zuerst dem Sog der handfesten Verbrechen. Und gerade denen schenkt sie nun so gut wie keine Sorgfalt mehr.“

## Adaptionen
Der Roman in der deutschen Übersetzung wurde 1991 als Hörspiel mit Heinrich Giskes als Tom Ripley für die ARD produziert. Die mehrteilige Adaption besorgte Walter Adler, der auch Regie führte. 
2009 sendete der Radiosender BBC Radio 4 eine einstündige Hörspielfassung mit Ian Hart als Tom Ripley, Nicholas Hoult als Frank und Helen Longworth als Héloise.

## Ausgaben
- The Boy Who Followed Ripley. Heinemann, London 1980.
- Der Junge, der Ripley folgte. Übersetzt von Anne Uhde, Diogenes, Zürich 1980.
- Der Junge, der Ripley folgte. Übersetzt von Matthias Jendis, Diogenes, Zürich 2004.